# Trygve Lie
Trygve Halvdan Lie (16. července 1896 – 30. prosince 1968) byl norský politik. V letech 1946 až 1952 byl prvním generálním tajemníkem OSN.
Lie se narodil v Oslu, jeho otec Martin opustil jeho rodinu a odjel pracovat jako tesař do USA. V roce 1911 se T. Lie stal členem Norské dělnické strany a brzy na to se stal jejím hlavním tajemníkem. Vzal si Hjørdis Jørgensen, se kterou měli tři dcery – Sissel, Guri a Mette.
2. února 1946 se stal prvním generálním tajemníkem OSN. Před ním vykonával funkci úřadujícího generálního tajemníka Gladwyn Jebb.

## Jako generální tajemník OSN
Podporoval vznik Izraele a Indonésie. Chtěl, aby se sovětské vojenské síly stáhly z Íránu. Rovněž nechtěl, aby se Španělsko stalo členem Organizace spojených národů, protože nesouhlasil s politikou španělského diktátora Franca.
Byl kritizován za nezvládnutí vyjednávání ve věci Berlínské blokády. Přes námitky SSSR mu byl úřad prodloužen do roku 1950, ale SSSR ho odmítla uznat jako tajemníka OSN v druhém období. Po obvinění americkým senátorem Josephem McCarthym odstoupil z funkce 10. listopadu 1952.